# شهرستان بابینینسکی
شهرستان بابینینسکی (به لاتین: Babyninsky District) یک شهرستان در روسیه است که در استان کالوگا واقع شده‌است.